# Shahrestān di Chaipareh
Lo shahrestān di Chaipareh (farsi شهرستان چایپاره) è uno dei 17 shahrestān dell'Azarbaijan occidentale, in Iran. Il capoluogo è Qaraziadin.